# Federazione di rugby a 15 del Brasile
La Confederação Brasileira de Rugby o CBRu è l'organismo di governo del rugby a 15 in Brasile.
Fondata nel 1972, è membro di World Rugby dal 1995.

## Storia
Il 6 ottobre 1963 venne fondata a San Paolo la União de rugby do Brasil per organizzare e diffondere lo sport nel paese.
All'epoca esistevano appena tre squadre a San Paolo e una a Rio de Janeiro formate in maggior parte da giocatori stranieri.
Il 20 dicembre 1972 la URB fu sostituita dalla Associação brasileira de rugby o ABR.
Il rugby brasiliano dal 1963 al 1972 si sviluppò nonostante la mancanza di un sostegno finanziario e materiale dagli organi sportivi locali, statali e federali. Pertanto, i dirigenti decisero assieme al Consiglio nazionale dello sport di la legalizzare l'ente. Così, l'associazione venne incaricata di organizzare i campionati nazionali, e di sostenere i campionati statali.
La ABR fu uno dei fondatori della CONSUR ("Confederazione sudamericana di rugby") nel 1989.
Nel 1995 ottenne l'affiliazione all'International Rugby Board.
Nei primi mesi del 2010 ABR cambiò nome in Confederação brasileira de rugby.
Il cambiamento fu obbligato per la necessità di adeguarsi alla struttura amministrativa sportiva del Brasile e per facilitare l'appoggio da parte del Comitato Olimpico Brasiliano.
Da ottobre 2019 il presidente della federazione è Jean-Luc Jadoul.
L'ente ha la responsabilità di organizzare tornei nazionali, come il Top 13, la Taça Tupi, e il circuito brasiliano di rugby a 7, e si occupa di promuovere la formazione di squadre brasiliane maschili e femminili.

## Rugby in Brasile
Il rugby in Brasile non è molto popolare, è praticato soprattutto negli stati del Sud.
Oltre alla CBRu ogni stato brasiliano ha il suo sottocomitato che si occupa di organizzare l'attività nel proprio ambito.

### Federazioni degli stati brasiliani
| Ban | Federazione Statale            | Stato             |
| --- | ------------------------------ | ----------------- |
|     | Federação catarinense de rugby | Santa Catarina    |
|     | Federação fluminense de rugby  | Rio de Janeiro    |
|     | Federação gaúcha de rugby      | Rio Grande do Sul |
|     | Federação mineira de rugby     | Minas Gerais      |
|     | Federação paulista de rugby    | San Paolo         |
|     | Federação paranaenese de rugby | Paraná            |

### Campionati

#### Organizzati dalla CBRu
- Campionato brasiliano di rugby (Top 13)
- Coppa del Brasile di rugby (Taça Tupi)

#### Organizzati dalle federazioni statali
- Campeonato mineiro
- Campeonato paranaense
- Campeonato fluminense
- Campeonato gaúcho
- Campeonato catarinense
- Campeonato paulista

Esistono inoltre dei campionati regionali:
- Copa Brasil central de rugby
- Campeonato nordestino
- Copa Norte
- Liga Sul de rugby (soppressa)

### Giochi olimpici
Il Brasile con i Giochi olimpici del 2016 a Rio de Janeiro ha ospitato il primo torneo olimpico di rugby a 7